# HMS Benbow (1913)
La HMS Benbow fu la terza delle quattro corazzate della classe Iron Duke della Royal Navy, terza nave a essere chiamata così in onore dell'ammiraglio John Benbow. Ordinata nel programma di costruzione del 1911, la nave fu impostata nel cantiere William Beardmore and Company shipyard nel maggio 1912, varata nel novembre 1913 e completata nell'ottobre 1914, poco dopo l'inizio della prima guerra mondiale. Le quattro Iron Duke erano molto simili alle precedenti navi della classe King George V, con una batteria secondaria migliorata. Era armata con una batteria principale di 10 cannoni da 343 mm e 12 cannoni secondari da 152 mm. La nave era capace di una velocità di punta di 21,5 nodi e aveva una cintura corazzata da 305 mm. 
La Benbow servì nella Grand Fleet come ammiraglia del 4th Battle Squadron durante la guerra. Fu presente alla battaglia dello Jutland il 31 maggio 1916, anche se non fu ingaggiata. Uscì altre due volte, nell'agosto 1916 e nell'aprile 1918, per cercare di dar battaglia alla flotta d'alto mare tedesca, ma nessuna delle due sortite portò ad azioni significative. Alla fine del 1918 la Benbow e il resto del 4th Squadron furono riassegnati alla Mediterranean Fleet. Nel Mediterraneo prese parte alle operazioni nel Mar Nero in supporto dell'esercito bianco durante la guerra civile russa fino al 1920, quando la Mediterranean Fleet iniziò a supportare le forze greche durante la guerra greco-turca. Nel 1926 la Benbow fu riassegnata all'Atlantic Fleet. Fu decommissionata nel 1929, messa sulla lista di vendita nel settembre 1930 e venduta l'anno seguente per essere demolita.

## Progetto
Articolo principale: Classe Iron Duke
Le quattro corazzate classe Iron Duke furono ordinate nel programma di costruzione del 1911 e furono un miglioramento delle precedenti classe King George V. La differenza principale tra i due progetti era il calibro aumentato della batteria secondaria sulle nuove navi. La Benbow aveva una lunghezza fuoritutto di 190 m, un baglio massimo di 27 m e un'immersione media di 9 m. La nave dislocava 25 400 t con carico di progetto e più di 30 034 t a pieno carico. Il sistema propulsivo consisteva in quattro turbine a vapore Parsons, con il vapore prodotto da diciotto caldaie a carbone Babcock & Wilcox. La Benbow aveva una capacità di immagazzinamento di 3 300 t di carbone e 1 050 t di olio combustibile. I motori erano progettati per erogare 21 625 kW all'asse e produrre una velocità massima di 21.25 nodi. Il suo raggio di crociera era di 7 800 miglia nautiche (14 446 km) a 10 nodi. La Benbow aveva un equipaggio di 995 tra ufficiali e marinai, che durante il periodo bellico salì a 1 022 unità.

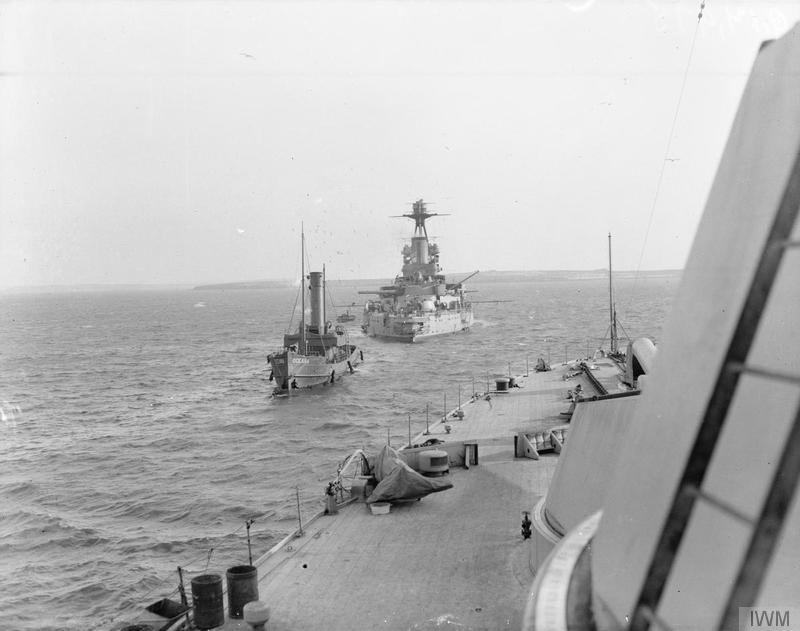
La Benbow trainata dal rimorchiatore Oceania, 1916 circa.

La Benbow era armata con 10 cannoni da 343 mm Mk V montati in cinque torrette tutte sull'asse di simmetria. Erano poste in due gruppi sovrapposti, a prua le torrette "A" e "B" e a poppavia della sovrastruttura le torrette "X" e "Y". La quinta torretta, la "P", era collocato a mezza nave tra i fumaioli e la sovrastruttura poppiera. La difesa a corto raggio contro le torpediniere era data dalla batteria secondaria di dodici cannoni da 152 mm Mk VII, montati in casematte nello scafo attorno alla sovrastruttura di prua. La nave era equipaggiata anche con un paio di cannoni contraerei da 76 mm a tiro rapido e con quattro cannoni da tre libbre da 47 mm. Come tutte le navi maggiori dell'epoca era dotata di quattro tubi lanciasiluri da 533 mm sommersi sulle fiancate.
La Benbow era protetta da una cintura corazzata principale da 305 mm all'altezza dei magazzini munizioni, dei motori e delle sale caldaie e si riduceva a 102 mm verso prua e poppa. Il ponte principale era spesso 64 mm nella porzione centrale della nave e si riduceva fino 25 mm in altre parti. Le facce delle torrette principali erano spesse 279 mm ed erano sorrette da barbette spesse 254 mm.

## Servizio

### Prima guerra mondiale
La chiglia della Benbow fu posata presso il cantiere William Beardmore and Company il 30 maggio 1912. Lo scafo fu completato e varato il 12 novembre 1913 e i lavori di allestimento furono completati per l'ottobre 1914, solo due mesi dopo l'inizio della prima guerra mondiale. Il 1 dicembre la Benbow e la gemella HMS Emperor of India si unirono al 4th Battle Squadron per iniziare l'addestramento, prima di essere dichiarate pronte al servizio attivo con la flotta il 10 dicembre. In questo periodo i cannoni da 152 mm più a poppa furono rimossi dalle quattro Iron Duke e le casematte corrispondenti furono chiuse, dato che erano troppo basse sul galleggiamento permettendo all'acqua di entrare in continuazione. Il 10 dicembre la nave rimpiazzò la HMS Dreadnought come ammiraglia del 4th BS. Il 23 e 24 dicembre il 4th e 2nd BS condussero esercitazioni di tiro a nord delle Ebridi. Il giorno seguente l'intera flotta lasciò il porto per pattugliare il Mare del Nord fino al 27 dicembre. Questa fu la prima operazione di flotta della Benbow.
Tra il 10 e i 13 gennaio si svolse un altro gruppo di esercitazioni di tiro ad ovest delle Orcadi e delle Shetland, questa volta insieme a tutta la flotta. La sera del 23 gennaio il grosso della Grand Fleet lasciò il porto in supporto della flotta di incrociatori da battaglia del viceammiraglio David Beatty, ma il giorno seguente non ingaggiò il nemico nella battaglia di Dogger Bank. Tra il 7 eil 10 marzo la Grand Fleet incrociò nel Mare del Nord settentrionale e condusse manovre d'addestramento. Un'altra simile sortita ebbe luogo tra il 16 e il 19 dello stesso mese. L'11 aprile la Grand Fleet condusse un pattugliamento del Mare del Nord centrale e ritornò in porto il 14 aprile. Un'altra simile pattuglia si svolse tra il 17 e il 19 aprile, seguita da esercitazioni di tiro al largo delle Shetland nei due giorni seguenti. La Grand Fleet incrociò nel Mare del Nord centrale tra i 17 e il 19 di maggio senza incontrare alcuna nave tedesca. A metà giugno la fotta svolse un'altra esercitazione di tiro. Tra il 2 e il 5 settembre la flotta effettuò un'ulteriore sortita nel Mare del Nord settentrionale svolgendo esercitazioni di tiro. Per tutto il resto del mese la Grand Fleet svolse numerosi esercizi d'addestramento. Il 13 ottobre la maggior parte della flotta partì per un pattugliamento del Mare del Nord, ritornando in porto il 15 dello stesso mese. Tra il 2 e il 5 novembre la Benbow partecipò in un'altra operazione di addestramento di flotta a ovest delle Orcadi. Un'altra uscita similare si svolse dal 1 al 4 dicembre.

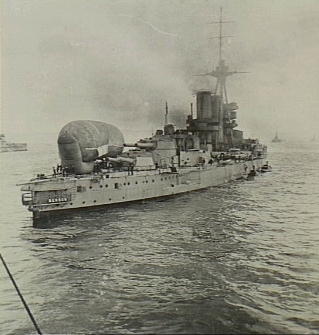
Un pallone d'osservazione parzialmente gonfio è ancorato sul ponte della Benbow. Tra il personale sul ponte sono presenti rappresentanti della Royal Air Force. 1916 circa.

La Benbow in gennaio fu occupata dal solito ciclo di esercitazioni di tiro ed esercizi di squadra. La flotta salpò per incrociare nel Mare del Nord il 26 febbraio. L'ammiraglio John Jellicoe, comandante della Grand Fleet, aveva intenzione di utilizzare l'Harwich Force per pattugliare la baia di Helgoland ma il cattivo tempo bloccò le operazioni nel Mare del Nord meridionale. Come risultato le operazioni furono confinate alla parte settentrionale del mare. La notte del 25 marzo la Benbow e il resto della flotta salpò per supportare la flotta di incrociatori ed altre forze leggere che stavano attaccando la base tedesca di zeppelin di Tønder. Per quando la Grand Fleet arrivò sul posto il 26 marzo le forze tedesche e britanniche si erano già disingaggiate e una forte burrasca metteva in pericolo il naviglio minore. La Iron Duke, l'ammiraglia di flotta, scortò i cacciatorpediniere indietro a Scapa mentre la Benbow e il resto della flotta si ritirò indipendentemente Il 21 aprile Grand Fleet condusse una dimostrazione davanti all'Horns Rev per distrarre i Tedeschi mentre la Marina Imperiale Russa riposava i suoi campi minati difensivi nel Baltico.La flotta ritornò a Scapa Flow il 24 aprile per fare rifornimento per poi ripartire in risposta alle notizie dell'intelligence di un raid tedesco su Lowestoft. La Grand Fleet comunque non arrivò nell'area prima che la flotta tedesca si fosse già ritirata. Tra il 2 e il 4 maggio la flotta condusse un'altra dimostrazione davanti all'Horns Rev per mantenere l'attenzione dei Tedeschi sul Mare del Nord.

#### Battaglia dello Jutland
In un tentativo di snidare e distruggere una porzione della Grand Fleet, la Hochseeflotte, con sedici corazzate, sei pre-dreadnought, sei incrociatori leggeri e 31 torpediniere comandate dal viceammiraglio Reinhard Scheer, lasciò la baia di Jade sul presto il 31 maggio. La flotta navigava congiuntamente alla squadra dei cinque incrociatori da battaglia del contrammiraglio Franz von Hipper. La Room 40 della Royal Navy intercettò e decrittò il traffico radio tedesco con i piani dell'operazione. L'Ammiragliato ordinò alla Grand Fleet, consistente in ventotto corazzate e nove incrociatori da battaglia, di prendere il mare per intercettare e distruggere la flotta tedesca.
Al momento della battaglia il comandante della nave era il capitano di vascello Henry Wise Parker e la nave issava l'insegna del viceammiraglio Doveton Sturdee. Si trovava nel centro della linea di battaglia britannica. L'azione iniziale fu combattuta tra gli incrociatori da battaglia dei due schieramenti nel pomeriggio, ma verso le 18:00 la Grand Fleet arrivò sulla scena.
Alle 18:15 Jellicoe diede l'ordine di virare e schierare la flotta per l'azione. Alle 18:30 la Benbow aprì il fuoco, ma i suoi cannoni furono spesso bloccati dalla scarsa visibilità. Le torrette prodiere spararono solo sei bordate nei dieci minuti seguenti senza alcun successo. Poco dopo alcune torpediniere tedesche cercarono di salvare l'equipaggio dell'incrociatore leggero SMS Wiesbaden, che si era bloccato tra le due flotte, anche se ai Britannici apparvero attaccare la loro flotta. La Benbow e varie altre navi aprirono il fuoco con le batterie secondarie, a partire dalle 19:09. Nonostante i colpi provenienti da otto corazzate, nessuna torpediniera fu colpita ma furono forzate ad abbandonare il Wiesbaden. La nave sparò sei bordate dalla batteria principale tra le 19:17 e le 19:25, le prime due solo dai cannoni prodieri per confermare la gittata e poi quattro bordate da cinque cannoni e una da quattro in rapida successione. Gli artiglieri incorrettamente dichiarerono di aver colpito l'SMS Derfflinger. Nello stesso tempo la Benbow e tre altre corazzate aprirono il fuoco con le batterie secondarie su di un gruppo di torpediniere che stavano attaccando la linea britannica. Ne furono colpite quattro ma nella confusione generale il credito per i colpi non poté essere assegnato.
Dopo l'attacco dei siluranti tedeschi la Hochseeflotte si disingaggiò e la Benbow e il resto della Grand Fleet non videro nessuna ulteriore azione di combattimento. Questo fu in parte dovuto alla scarsa comunicazione tra Jellicoe e i suoi subordinati sull'esatta collocazione e rotta della flotta nemica. Senza queste informazioni Jellicoe non poteva mandare in azione la sua flotta. La Benbow sparò per poco ad un gruppo di torpediniere verso le 21:10 con un paio di proiettili da 152 mm e un colpo da 343 mm. Alle 21:30 la Grand Fleet iniziò a riorganizzarsi nella formazione di crociera notturna. All'alba del 1 giugno la Grand Fleet rastrellò l'area in cerca di navi tedesche danneggiate ma dopo diverse ore di ricerca non ne fu trovata nessuna. Nel corso della battaglia la Benbow sparò 40 proiettili da 343 mm perforanti e 60 da 152 mm.

#### Operazioni successive
Al ritorno in porto la Benbow fu sollevata dal compito di ammiraglia della squadra. In luglio la nave ricevette una corazzatura addizionale sul ponte, soprattutto sopra le polveriere. Il lavoro fu terminato in agosto. Il 18 dello stesso mese i tedeschi pianificarono un bombardamento navale di Sunderland. Scheer sperava nuovamente di attirare gli incrociatori di Beatty per distruggerli. L'intelligence britannica decrittò le trasmissioni senza fili tedesche, permettendo a Jellicoe di avere abbastanza tempo per schierare la Grand Fleet. Entrambi gli schieramenti rinunciarono però all'operazione quando i sommergibili iniziarono ad infliggere perdite ad entrambi. Gli incrociatori britannici Nottingham e Falmouth furono entrambi silurati ed affondati da U-boot tedeschi, mentre la corazzata SMS Westfalen fu danneggiata dal sottomarino britannico E23. Al ritorno in porto Jellicoe diramò un ordine che proibiva l'uscita della flotta nel Mare del Nord meridionale a causa del rischio schiacciante di mine e sommergibili nemici.

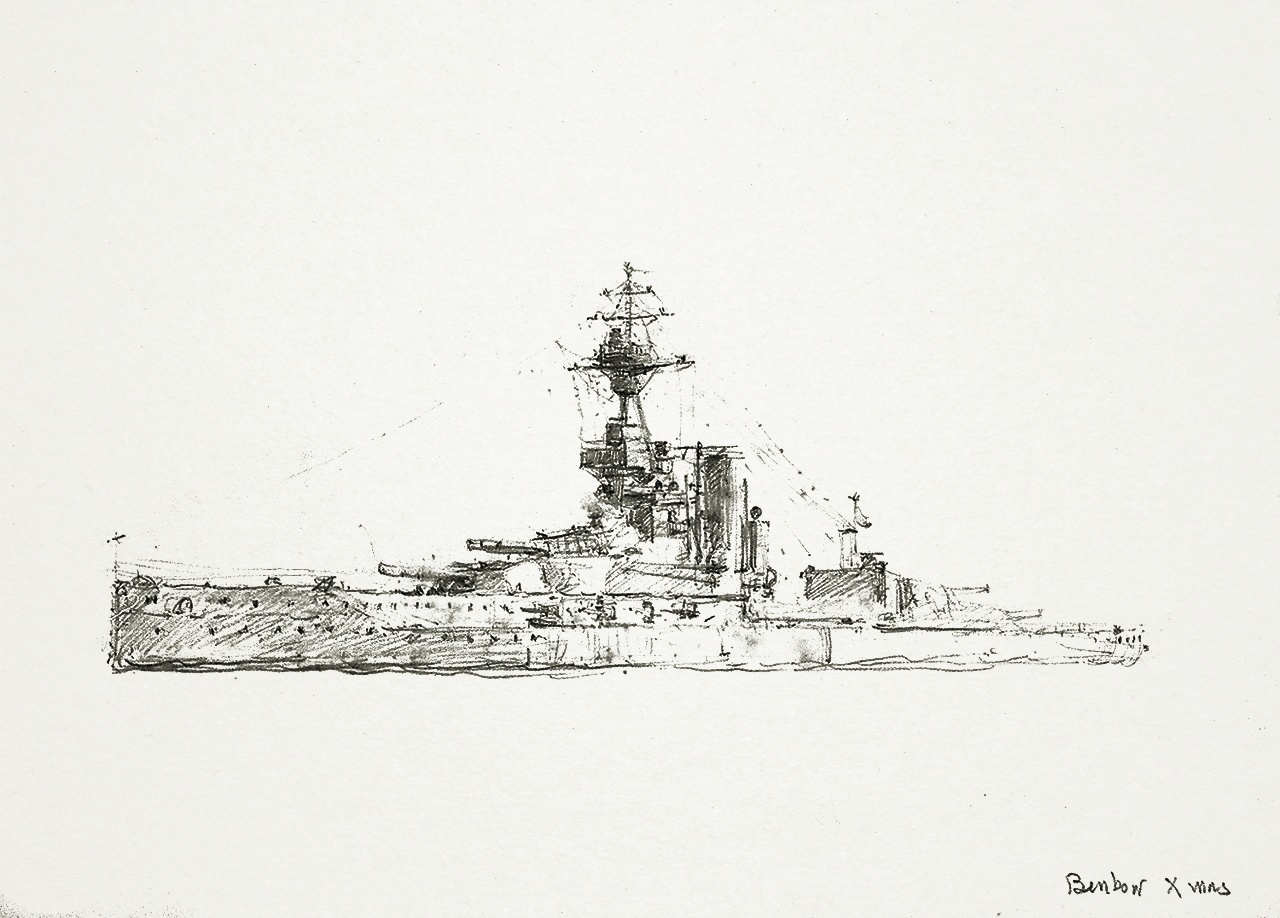
HMS Benbow a natale, 1918. Studio del lato di sinistra visto dalla prua, addobbata per il natale 1918 con la catapulta per aerei sulla torretta 'B'e luci natalizie sull'albero

Nel tardo 1917 i tedeschi iniziarono ad utilizzare cacciatorpediniere e incrociatori leggeri per attaccare convogli britannici verso la Norvegia. Questo obbligò i Britannici a schierare unità principali per proteggere i convogli. Nell'aprile 1918 la flotta tedesca lasciò la base per cercare d'intercettare una squadra nemica isolata, anche se il convoglio era già passato. La Grand Fleet salpò troppo tardi per prendere i Tedeschi in ritirata, anche se l'incrociatore SMS Moltke fu silurato e gravemente danneggiato dal sommergibile HMS E42. Una serie di minori modifiche furono effettuate alla Benbow tra il 1917 e il 1918, inclusa l'installazione di proiettori addizionali per migliorare il combattimento notturno e di deflettori per i telemetri per rendere più difficile al nemico il calcolo della gittata. I deflettori furono rimossi nel 1918 e una catapulta fu montata sulle torrette "B" e "Q".

### Dopoguerra

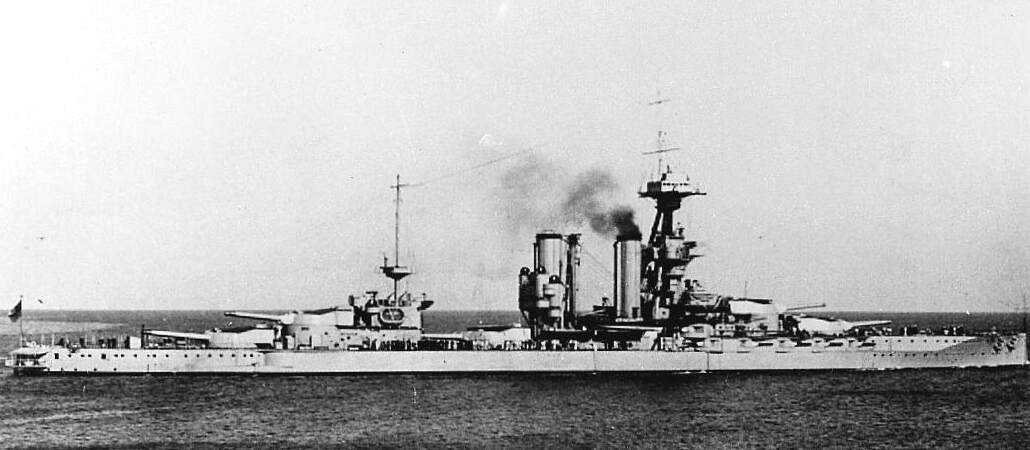
La Benbow ancorata a Malta nel 1921

Dopo la guerra la Grand Fleet fu dissolta e la Benbow fu assegnata al 4th Battle Squadron della Mediterranean Fleet, dove servì fino al marzo 1926. Nel 1919 il capitano di vascello Charles Douglas Carpendale prese il comando della nave, posizione mantenuta fino al 1921. Durante questo periodo, dall'aprile 1919 al giugno 1920, la nave prese parte alle operazioni anticomuniste nel Mar Nero. La Benbow e altri elementi della Mediterranean Fleet diedero supporto ai Russi Bianchi nella guerra civile russa. Nel tardo gennaio 1920 la Benbow fu mandata da Costantinopoli a Novorossiysk. Lì la nave diede il cambio alla Iron Duke e poco dopo portò in salvo un gruppo di 150 soldati bianchi e il loro consigliere britannico, che erano stati attaccati da banditi. Il 1 febbraio il contrammiraglio Michael Culme-Seymour issò la sua bandiera a bordo della Benbow. Poco dopo alcuni uomini della nave furono mandati ad ispezionare alcune posizioni bianche sulla penisola di Kerč. La Benbow ritornò a Costantinopoli in giugno, dove la Mediterranean Fleet si stava concentrando per supportare le forze greche durante la guerra greco-turca. Il 5 luglio la Benbow e varie altre unità lasciarono Costantinopoli per sbarcare truppe a Gemlik per impossessarsi del porto per poterlo poi dare ai Greci che sarebbero arrivati in seguito. Gli uomini della Benbow ritornarono alla nave il 16 luglio dopo che il battaglione greco raggiunse la postazione.
Nel febbraio 1921 la Benbow, la corazzata King George V e vari cacciatorpediniere svolsero esercizi d'addestramento nel Mar di Marmara. Nel 1922 la nave fu raddobbata a Malta. In settembre e ottobre dello stesso anno prese parte ad ulteriori operazioni contro i Turchi. Il 1 novembre 1924 il 4th Squadron fu rinumerato 3rd Battle Squadron. Il 3rd BS fu trasferito all'Atlantic Fleet nel marzo 1926 e rimase lì fino al settembre 1930. La nave divenne l'ammiraglia di squadra il 12 maggio 1928 subentrando alla Iron Duke che doveva essere pesantemente revisionata. La Benbow prese parte ad un'esercitazione di flotta nel marzo 1929 in congiunzione con la Mediterranean Fleet. In seguito, nello stesso anno, la nave fu disarmata. Nel settembre 1930 la Benbow fu posta sulla lista di vendita. Secondo i termini del trattato navale di Washington, la Benbow e le sue gemelle furono radiate per essere rimpiazzate da nuove costruzioni l'anno seguente. La nave fu venduta per la demolizione nel gennaio 1931 e fu demolita nel marzo 1931 dalle Metal Industries di Rosyth.